# Tateropa aemula
Tateropa aemula é uma espécie de gastrópode  da família Charopidae.
É endémica da Austrália.